# Cate Blanchett
Catherine Élise »Cate« Blanchett, avstralska filmska igralka in gledališka režiserka, * 14. maj 1969, Melbourne, Victoria, Avstralija.
Cate Blanchett je najbolj poznana po vlogi Elizabete I. Angleške v filmu Elizabeta. Uprizorila je tudi vilinko Galadriel v filmski trilogiji Gospodar prstanov, polkovnico Irino Spalko v filmu Indiana Jones in kristalna lobanja in Katharine Hepburn v filmu režiserja Martina Scorseseja Letalec. Za to vlogo je leta 2005 dobila oskarja za najboljšo stransko igralko. Za glavno vlogo v filmu Otožna Jasmine iz leta 2013 je prejela oskarja za najboljšo glavno igralko. V filmu Thor: Ragnarok je upodobila in igrala Helo, boginjo smrti.